# الوكالة الفيدرالية للأدوية والمنتجات الصحية
الوكالة الفيدرالية للأدوية والمنتجات الصحية (FAMHP):
الوكالة الفيدرالية للأدوية والمنتجات الصحية (FAMHP) في بلجيكا مسؤولة عن الموافقة على الأدوية الجديدة وتسجيلها في بلجيكا وعن التيقظ الدوائي . والمدير العام للوكالة السيد اكسفير دي سايبر (Xavier De Cuyper).
الاسم الهولندي هو (Federaal Agentschap voor Geneesmiddelen en Gezondheidsproducten (FAGG)) وبالفرنسية يطلق عليه (Agence Fédérale des Médicaments et des Produits de Santé (AFMPS)) .
نجحت الوكالة المديرة العامة (Directoraat-generaal Geneesmiddelen / Direction Générale des Médicaments) كسلطة مختصة جديدة في 1 يناير 2007 .